# ولاد بن السبع الكرادة التيرس (سيدي عيسى)
ولاد بن السبع الكرادة التيرس هو دُوَّار يقع بجماعة بني مالك، إقليم القنيطرة، جهة الرباط سلا القنيطرة في المملكة المغربية. ينتمي الدوّار لمشيخة سيدي عيسى التي تضم 8 دواوير. يقدر عدد سكانه بـ 1117 نسمة حسب الإحصاء الرسمي للسكان والسكنى لسنة 2004.

## روابط خارجية
- البوابة الوطنية للجماعات الترابية
- المندوبية السامية للتخطيط